# 歌王 演歌名曲120選
『歌王 演歌名曲120選』，是由BMG JAPAN企劃、制作，數字直銷株式會社（Digital Direct Inc.）的郵購專用CD箱。

## 概要
- 是以昭和的名曲為中心，選擇演歌的超級巨星們120曲的CD集。
- 付有有關CD6枚組和曲子的講解手冊。

## 收錄曲

### CD-1：日本哥倫比亞
| 曲順 | 曲目                                          | 歌手名            | 發行年月日    | 唱片公司     |
| ---- | --------------------------------------------- | ----------------- | ------------- | ------------ |
| 1    | 蘋果的歌（リンゴの唄）                        | 並木路子 霧島昇   | 1946年1月     | 日本哥倫比亞 |
| 2    | 藍色山脈（青い山脈）                          | 藤山一郎 奈良光枝 | 1949年3月     | 日本哥倫比亞 |
| 3    | 柿之木坂的家（柿の木坂の家）                  | 青木光一          | 1957年10月    | 日本哥倫比亞 |
| 4    | 無法松的一生（無法松の一生） （度胸千両入り） | 村田英雄          | 1958年8月     | 日本哥倫比亞 |
| 5    | 雛菊日記（からたち日記）                      | 島倉千代子        | 1958年11月    | 日本哥倫比亞 |
| 6    | 索蘭候鳥（ソーラン渡り鳥）                    | 淺草姐妹          | 1961年5月     | 日本哥倫比亞 |
| 7    | 王將（王将）                                  | 村田英雄          | 1961年12月    | 日本哥倫比亞 |
| 8    | 高校三年生                                    | 舟木一夫          | 1963年6月5日  | 日本哥倫比亞 |
| 9    | 淚的渡輪（涙の連絡船）                        | 都春美            | 1965年10月5日 | 日本哥倫比亞 |
| 10   | 悲哀的酒（悲しい酒）                          | 美空雲雀          | 1966年6月     | 日本哥倫比亞 |
| 11   | 女人之道（女のみち）                          | 宮史郎            | 1972年5月10日 | 日本哥倫比亞 |
| 12   | 喝采（かっさい）                              | 千秋直美          | 1972年9月10日 | 日本哥倫比亞 |
| 13   | 花街之母（花街の母）                          | 金田たつえ        | 1973年5月10日 | 日本哥倫比亞 |
| 14   | 北的客棧（北の宿から）                        | 都春美            | 1975年12月1日 | 日本哥倫比亞 |
| 15   | 冰雨（氷雨）                                      | 佳山明生          | 1977年12月1日 | 日本哥倫比亞 |
| 16   | 北酒場                                        | 細川貴志          | 1982年3月1日  | 日本哥倫比亞 |
| 17   | 山茶花之旅館（さざんかの宿）                  | 大川榮策          | 1982年8月1日  | 日本哥倫比亞 |
| 18   | 矢切的渡口（矢切の渡し）                      | 細川貴志          | 1983年2月21日 | 日本哥倫比亞 |
| 19   | 人生多采多姿（人生いろいろ）                  | 島倉千代子        | 1987年4月21日 | 日本哥倫比亞 |
| 20   | 川流不息（川の流れのように）                  | 美空雲雀          | 1989年1月11日 | 日本哥倫比亞 |

### CD-2：日本勝利娛樂
| 曲順 | 曲目                                   | 歌手名                          | 發行年月日     | 唱片公司     |
| ---- | -------------------------------------- | ------------------------------- | -------------- | ------------ |
| 1    | 港之見丘（港が見える丘）               | 平野愛子                        | 1947年4月      | 日本勝利娛樂 |
| 2    | 異國的山丘（異国の丘）                 | 中村耕造 竹山逸郎               | 1948年9月      | 日本勝利娛樂 |
| 3    | 舞女（踊子）                           | 三浦洸一                        | 1957年         | 日本勝利娛樂 |
| 4    | 相逢有樂町（有楽町で逢いましょう）     | 法蘭克永井                      | 1957年11月     | 日本勝利娛樂 |
| 5    | 我比誰都愛你（誰よりも君を愛す）       | 松尾和子 和田弘與MAHINA明星樂隊 | 1960年1月      | 日本勝利娛樂 |
| 6    | 潮來笠（いたこかさ）                   | 橋幸夫                          | 1960年8月      | 日本勝利娛樂 |
| 7    | 再會（再会）                           | 松尾和子                        | 1960年9月      | 日本勝利娛樂 |
| 8    | 君戀兮（君恋し）                       | 法蘭克永井                      | 1961年8月      | 日本勝利娛樂 |
| 9    | 始終要懷抱夢想（いつでも夢を）         | 橋幸夫 吉永小百合               | 1962年9月20日  | 日本勝利娛樂 |
| 10   | 座敷小調（お座敷小唄）                 | 松尾和子 和田弘與MAHINA明星樂隊 | 1964年8月      | 日本勝利娛樂 |
| 11   | 伊勢佐木町布魯斯（伊勢佐木町ブルース） | 青江三奈                        | 1968年1月5日   | 日本勝利娛樂 |
| 12   | 港町布魯斯（港町ブルース）             | 森進一                          | 1969年4月15日  | 日本勝利娛樂 |
| 13   | 傷痕累累的人生（傷だらけの人生）       | 鶴田浩二                        | 1970年12月25日 | 日本勝利娛樂 |
| 14   | 母親（おふくろさん）                   | 森進一                          | 1971年5月5日   | 日本勝利娛樂 |
| 15   | 雨                                     | 三善英史                        | 1972年5月25日  | 日本勝利娛樂 |
| 16   | 您（おまえに）                         | 法蘭克永井                      | 1972年10月1日  | 日本勝利娛樂 |
| 17   | 眼淚的節操（なみだの操）               | 國王殿下樂隊 （殿さまキングス） | 1973年11月5日  | 日本勝利娛樂 |
| 18   | 襟裳岬（えりもみさき）                 | 森進一                          | 1974年1月5日   | 日本勝利娛樂 |
| 19   | 大阪狂想曲（大阪ラプソディ）           | 海原千里・萬里                  | 1976年2月25日  | 日本勝利娛樂 |
| 20   | 浪花節的人生（浪花節だよ人生は）       | 木村友衛                        | 1981年6月21日  | 日本勝利娛樂 |

### CD-3：日本帝蓄娛樂
| 曲順 | 曲目                                     | 歌手名                                           | 發行年月日    | 唱片公司     |
| ---- | ---------------------------------------- | ------------------------------------------------ | ------------- | ------------ |
| 1    | 歸船（かえり船）                         | 田端義夫                                         | 1946年10月    | 日本帝蓄娛樂 |
| 2    | 夜霧的布魯斯（夜霧のブルース）           | Dick・mine（ディック・ミネ）                     | 1947年2月     | 日本帝蓄娛樂 |
| 3    | 流星（星の流れに）                       | 菊池章子                                         | 1947年10月    | 日本帝蓄娛樂 |
| 4    | 今晚月色特別青（月がとっても青いから）   | 菅原都都子                                       | 1955年5月     | 日本帝蓄娛樂 |
| 5    | 喀什巴（北非地名）的女人（カスバの女）   | エト邦枝                                         | 1955年6月     | 日本帝蓄娛樂 |
| 6    | チャンチキおけさ                         | 三波春夫                                         | 1957年4月     | 日本帝蓄娛樂 |
| 7    | 銀座戀之物語（銀座の恋の物語）           | 石原裕次郎 牧村旬子                              | 1961年1月     | 日本帝蓄娛樂 |
| 8    | 紅色的手巾（赤いハンカチ）               | 石原裕次郎                                       | 1961年10月    | 日本帝蓄娛樂 |
| 9    | 紅色的酒杯（赤いグラス）                 | 阿伊・喬治（アイ・ジョージ） 志摩千奈美          | 1965年7月     | 日本帝蓄娛樂 |
| 10   | 夜霧喲今晚也謝謝你（夜霧よ今夜も有難う） | 石原裕次郎                                       | 1967年2月5日  | 日本帝蓄娛樂 |
| 11   | 小樽的人喲（小樽のひとよ）               | 鶴岡雅義與東京羅曼蒂克                           | 1967年9月25日 | 日本帝蓄娛樂 |
| 12   | Bus・stop（バス・ストップ）              | 平浩二                                           | 1972年9月1日  | 日本帝蓄娛樂 |
| 13   | 星兒落下的街角（星降る街角）             | 伊藤敏與Happy&Blue （敏いとうとハッピー&ブルー） | 1977年5月25日 | 日本帝蓄娛樂 |
| 14   | 船歌（舟唄）                             | 八代亞紀                                         | 1979年5月25日 | 日本帝蓄娛樂 |
| 15   | 雨之慕情（雨の慕情）                     | 八代亞紀                                         | 1980年4月25日 | 日本帝蓄娛樂 |
| 16   | 陸奧孤獨之旅（みちのくひとり旅）         | 山本讓二                                         | 1980年8月5日  | 日本帝蓄娛樂 |
| 17   | 姑娘喲（娘よ）                           | 蘆屋雁之助                                       | 1983年2月1日  | 日本帝蓄娛樂 |
| 18   | 道頓堀人情                               | 天童芳美                                         | 1994年9月21日 | 日本帝蓄娛樂 |
| 19   | 珍島物語                                 | 天童芳美                                         | 1996年2月21日 | 日本帝蓄娛樂 |
| 20   | 孫                                       | 大泉逸郎                                         | 1999年4月21日 | 日本帝蓄娛樂 |

### CD-4：日本帝王唱片
| 曲順 | 曲目                                     | 歌手名                 | 發行年月日     | 唱片公司     |
| ---- | ---------------------------------------- | ---------------------- | -------------- | ------------ |
| 1    | 憧憬的夏威夷航路（憧れのハワイ航路）     | 岡晴夫                 | 1948年10月     | 日本帝王唱片 |
| 2    | 上海歸來的莉露（上海帰りのリル）         | 津村謙                 | 1951年8月      | 日本帝王唱片 |
| 3    | 阿富（お富さん）                         | 春日八郎               | 1954年8月      | 日本帝王唱片 |
| 4    | 離別的一本杉（別れの一本杉）             | 春日八郎               | 1955年12月     | 日本帝王唱片 |
| 5    | 從蘋果村來（リンゴ村から）               | 三橋美智也             | 1956年9月      | 日本帝王唱片 |
| 6    | 幸福在這裡（ここに幸あり）               | 大津美子               | 1956年3月      | 日本帝王唱片 |
| 7    | 哀愁列車                                 | 三橋美智也             | 1956年6月      | 日本帝王唱片 |
| 8    | 告別南國土佐（南国土佐を後にして）       | 佩姬葉山（ペギー葉山） | 1959年5月      | 日本帝王唱片 |
| 9    | 古城                                     | 三橋美智也             | 1959年7月      | 日本帝王唱片 |
| 10   | 東京永遠的明燈喲（東京の灯よいつまでも） | 新川二朗               | 1964年7月      | 日本帝王唱片 |
| 11   | 女人心中的歌（女心の唄）                 | 鮑勃佐竹（バーブ佐竹） | 1964年12月     | 日本帝王唱片 |
| 12   | 唐獅子牡丹                               | 高倉健                 | 1965年12月     | 日本帝王唱片 |
| 13   | 我的城下町（わたしの城下町）             | 小柳留美子             | 1971年4月25日  | 渡邊音樂出版 |
| 14   | 岸壁之母（岸壁の母）                     | 二葉百合子             | 1972年2月5日   | 日本帝王唱片 |
| 15   | 瀨戶的新娘（瀬戸の花嫁）                 | 小柳留美子             | 1972年4月10日  | 渡邊音樂出版 |
| 16   | 兩人對飲（二人でお酒を）                 | 梓みちよ               | 1974年3月25日  | 日本帝王唱片 |
| 17   | 酒場（酒場にて）                         | 江利智惠美             | 1974年9月25日  | 日本帝王唱片 |
| 18   | 石狩挽歌                                 | 北原ミレイ             | 1975年6月25日  | 日本華納音樂 |
| 19   | 思念的酒（おもいで酒）                   | 小林幸子               | 1979年1月25日  | 日本華納音樂 |
| 20   | 夢芝居                                   | 梅澤富美男             | 1982年11月21日 | 日本帝王唱片 |

### CD-5：日本王冠, 日本環球音樂
| 曲順 | 曲目                                   | 歌手名                | 發行年月日     | 唱片公司     |
| ---- | -------------------------------------- | --------------------- | -------------- | ------------ |
| 1    | 浪曲子守歌（浪曲子守唄）               | 一節太郎              | 1963年12月     | 日本王冠     |
| 2    | 東京布魯斯（東京ブルース）             | 西田佐知子            | 1964年1月      | 日本環球音樂 |
| 3    | 懷抱眼淚的候鳥（涙を抱いた渡り鳥）     | 水前寺清子            | 1964年10月     | 日本王冠     |
| 4    | 函館的女人（函館の女）                 | 北島三郎              | 1965年11月10日 | 日本王冠     |
| 5    | 我愛你東京（ラブユー東京）             | 黑澤明與Los・primos   | 1966年4月1日   | 日本王冠     |
| 6    | 柳瀨川布魯斯（柳ヶ瀬ブルース）         | 美川憲一              | 1966年4月1日   | 日本王冠     |
| 7    | 黃昏的銀座（たそがれの銀座）           | 黑澤明與Los・primos   | 1968年5月1日   | 日本王冠     |
| 8    | 男人真命苦（男はつらいよ）             | 渥美清                | 1970年2月      | 日本王冠     |
| 9    | 宗右衛門町布魯斯（宗右衛門町ブルース） | 平和勝次與Dark・horse | 1972年12月5日  | 日本王冠     |
| 10   | 梔子花（くちなしの花）                 | 渡哲也                | 1973年8月21日  | 日本環球音樂 |
| 11   | 空港                                   | 鄧麗君                | 1974年7月1日   | 日本環球音樂 |
| 12   | 叫出從前的名字（昔の名前で出ています） | 小林旭                | 1975年1月25日  | 日本王冠     |
| 13   | 與作（与作）                               | 北島三郎              | 1978年3月25日  | 日本王冠     |
| 14   | 道連（みちづれ）                       | 牧村三知子            | 1978年10月21日 | 日本環球音樂 |
| 15   | 別了朋友（別れても好きな人）           | Los・indios&Silvia    | 1979年9月21日  | 日本環球音樂 |
| 16   | 風雪流浪之旅（風雪ながれ旅）           | 北島三郎              | 1980年9月15日  | 日本王冠     |
| 17   | 兄弟船                                 | 鳥羽一郎              | 1982年8月25日  | 日本王冠     |
| 18   | 償還（つぐない）                       | 鄧麗君                | 1984年1月21日  | 日本環球音樂 |
| 19   | 熱心（熱き心に）                       | 小林旭                | 1985年11月20日 | 日本環球音樂 |
| 20   | 給我生命吧（命くれない）               | 瀨川瑛子              | 1986年3月21日  | 日本王冠     |

### CD-6：日本BMG
| 曲順 | 曲目                                       | 歌手名               | 發行年月日     | 唱片公司                     |
| ---- | ------------------------------------------ | -------------------- | -------------- | ---------------------------- |
| 1    | 星影的華爾茲（星影のワルツ）               | 千昌夫               | 1966年3月24日  | 德間日本通信                 |
| 2    | 長崎今日又下雨（長崎は今日も雨だった）     | 內山田洋與Cool・five | 1969年2月1日   | 日本BMG                      |
| 3    | 新宿的女人（新宿の女）                     | 藤圭子               | 1969年9月25日  | 日本BMG                      |
| 4    | 圭子的夢在夜裡開放了（圭子の夢は夜ひらく） | 藤圭子               | 1970年4月25日  | 日本BMG                      |
| 5    | 橫濱・黃昏（よこはま・たそがれ）           | 五木宏               | 1971年3月1日   | 德間日本通信                 |
| 6    | 來到神戶（そして、神戸）                   | 內山田洋與Cool・five | 1972年11月15日 | 日本BMG                      |
| 7    | 嘘（うそ）                                 | 中條清               | 1974年1月25日  | 日本BMG                      |
| 8    | 千曲川                                     | 五木宏               | 1975年5月25日  | 德間日本通信                 |
| 9    | 東京沙漠（東京砂漠）                       | 內山田洋與Cool・five | 1976年5月10日  | 日本BMG                      |
| 10   | 津輕海峽冬景色（津軽海峡冬景色）           | 石川小百合           | 1977年1月1日   | 波麗佳音                     |
| 11   | 北國之春（北国の春）                       | 千昌夫               | 1977年4月5日   | 德間日本通信                 |
| 12   | 夫婦舟                                     | 三笠優子             | 1979年12月16日 | 日本BMG                      |
| 13   | 奧飛騨慕情                                 | 龍鐵也               | 1980年6月25日  | Art・union（アートユニオン） |
| 14   | 哀愁的日本海干線（哀しみ本線日本海）       | 森昌子               | 1981年7月10日  | 波麗佳音                     |
| 15   | 越冬的燕子（越冬つばめ）                   | 森昌子               | 1983年8月21日  | 波麗佳音                     |
| 16   | 雪國                                       | 吉幾三               | 1986年2月25日  | 德間日本通信                 |
| 17   | 越過天城山（天城越え）                     | 石川小百合           | 1986年9月21日  | 波麗佳音                     |
| 18   | 酒喲（酒よ）                               | 吉幾三               | 1988年9月1日   | 德間日本通信                 |
| 19   | 編織戀曲（恋唄綴り）                       | 堀內孝雄             | 1990年4月25日  | Zetima                       |
| 20   | 心凍（心凍らせて）                         | 高山嚴               | 1992年8月26日  | Zetima                       |

## 外部連結
- Sony Music Shop（日文）
- saQwa　　サクワ　ネットショッピング（日文）